# Викрант (авианосец, 1945)
«Викрант» (хинди विक्रान्‍त, англ. Vikrant) — индийский лёгкий авианосец типа «Маджестик».

## История
«Vikrant» изначально строился в Королевском флоте Великобритании под названием HMS «Hercules» (R49). Корабль был заложен на верфях английской компании «Vickers-Armstrong» во время Второй мировой войны в 1943 году, однако спущен на воду с участием «Harland and Wolff» был уже после окончания войны 22 сентября 1945 года. В 1946 году в рамках послевоенного сокращения флота он был законсервирован. В январе 1957 года он в недостроенном виде был продан ВМС Индии, достроен уже для них, вступив в строй в 1961 году как «Викрант».

### Участие виндо-пакистанских войнах
Данный корабль активно участвовал в войнах Индии с Пакистаном в 1965 и 1971 годах. Во время третьей войны, понимая всю психологическую значимость для индийцев обладания авианосцем (у Пакистана авианосцев нет до сих пор), пакистанская сторона предприняла отчаянную попытку уничтожить «Викрант». Для этого в предполагаемое место стоянки авианосца в Вишакхапатнам была отправлена подводная лодка «Гази» (бывшая SS 479 Diablo типа «Тенч» ВМС США), единственная способная доплыть до восточного побережья Индии, преодолев расстояние в 2200 миль. Но в данном случае пакистанцы просто были дезинформированы индийской стороной, а авианосец находился на секретной стоянке у Андаманских островов. Сама подводная лодка была атакована эсминцем «Раджпут» и спустя некоторое время погибла от внутреннего взрыва.

### Последующая судьба
После окончания войны «Викрант» участвовал в разминировании акватории вод порта Читтагонг в Бангладеше (образованного сразу после войны на месте Восточного Пакистана), в тесном сотрудничестве с советским флотом. Палубная авиагруппа корабля проводила бомбардировку минных полей. В последний раз «Викрант» вышел в море в 1994 году.

### Списание и слом
В 1997 году авианосец был списан и поставлен как военно-морской музей на вечную стоянку в порту Мумбаи. В апреле 2014 года «Викрант» был продан за 600 миллионов рупий (9,9 млн долларов США) компании «IB Commercial Pvt Ltd.», выигравшей аукцион на право заключить контракт с ВМС Индии. После того, как деньги будут выплачены, компания в течение 30 дней должна будет отбуксировать авианосец с военно-морской базы в Мумбаи.

## Преемник
12 августа 2013 года на судостроительной верфи в городе Коччи был спущен на воду новый авианесущий корабль совместного индийско-российско-итальяно-французского проекта «71 Indigenous Aircraft Carrier», которому присвоено имя Vikrant.. Также в составе ВМС Индии имеются авианосцы «Вираат» (бывший британский «Hermes») и «Викрамадитья» (бывший российский «Адмирал Горшков»).